# Jessica Rossi
Pour les articles homonymes, voir Rossi.
Jessica Rossi (née le 7 janvier 1992 à Cento, en Italie) est une tireuse sportive, spécialiste de la fosse olympique. 

## Sa carrière
En 2010, elle se classe troisième au championnat du monde de Munich derrière Zuzana Štefečeková. 
Elle remporte la médaille d'or aux Jeux olympiques de Londres en 2012 en établissant un nouveau record du monde avec 99 cibles sur 100 et dédie sa victoire « aux victimes du tremblement de terre dans la province de Ferrara ».
Elle est médaillée d'argent en trap aux Jeux européens de 2019.
Elle est médaillée d'or  en trap, en trap par équipes ainsi qu'en trap mixte avec Giovanni Pellielo aux Jeux européens de 2023.